# Gajówka Sudół
Gajówka Sudół – osada leśna w Polsce położona w województwie śląskim, w powiecie kłobuckim, w gminie Miedźno.